# 富士チャンピオンレース
富士チャンピオンレース（ふじチャンピオンレース）は、日本の自動車レースの1カテゴリー。

## 概要
富士スピードウェイで開催されているシリーズ制のレースで、年間7戦開催されている。かつては「富士フレッシュマンレース」という名称で、最盛期には年間8戦開催されていた。
アマチュアレースとして長い歴史を誇り、プロレーシングドライバーを数多く輩出している。1970年代から1980年代にかけては若手ドライバー育成の舞台として有名だったが、不景気や若者のモータースポーツ離れにより、1990年代以降はドライバーの高齢化が進んでいる。しかし、現在においても鈴鹿クラブマンレース（鈴鹿サーキット）やOKAYAMAチャレンジカップレース（岡山国際サーキット）等と共に、日本のモータースポーツの底辺を支えるレースとして存在し続けている。
過去の名称に「フレッシュマンレース」（新人）とあるが、若者とか若年者のレースという意味ではなく、モータースポーツでは実績が無いという意味合いである。そのため、高齢者のエントリーもある。
基本的に日本自動車連盟（JAF）のN1規定の車両により争われるが、中にはナンバー付き（車検取得）車両によるクラスや、N2規定により大幅な改造を認められたクラスも存在する。
2020年は、東京オリンピック・パラリンピックのロードバイクレース会場として富士スピードウェイのレーシングコースが使用されることになった都合により、年間4戦で開催。
ただしオリンピック・パラリンピックは翌年に延期されたため、2021年も類似のスケジュールで年間5戦で開催された。

## 歴史
- 1966年

富士スピードウェイ開業。
アマチュアレースの富士ホリデーレースを開催。
- 1967年

富士チャンピオンレースと改称し、シリーズ制となる。
- 1970年

富士フレッシュマンレースと改称。
- 1998年

富士チャンピオンレースに再び改称。

## 開催クラス
2021年現在、下記のクラスが開催されている。
- スーパーFJ

ジュニア・フォーミュラに属するクラス。
- 86＆BRZ

86、BRZによるワンメイククラス。スリックタイヤや指定品エアロパーツの装着が可能。
- AE111

AE111型レビン、トレノによるワンメイククラス。
- ロードスターN1

NA6CE・ND5RC型ロードスターによるワンメイククラス。
- N1000

排気量1000cc以下の車両によるクラス。主な車両はSCP10型ヴィッツ。
- N1400

排気量1400cc以下の車両によるクラス。主な車両はEP82型スターレット。
- N1500

排気量1500cc以下の車両によるクラス。NCP91型ヴィッツとDE5FS型デミオが参戦可能。
- AE86

AE86型レビン・トレノによるワンメイククラス。外装は軽量品に、エンジンはAE111型のものに交換可能。
- NA1600

排気量1600ccのN2車両によるクラス。キャブレターの装着が義務付けられており、広範囲にわたる改造が可能。
- MR2

SW20型MR2によるワンメイククラス。
- シルビア・アルテッツァ

S13・S14・S15型シルビアとSXE10型アルテッツァによるクラス。
- アウディA1

アウディ・A1によるワンメイククラス。車両は一ツ山レーシングが製作している。トランスミッションはATのみ。
- FCR-VITA

ウェストレーシングカーズ製のレースカーVITA-01によるワンメイククラス。
- KYOJO CUP

FCR-VITAのうち、女性ドライバー限定のクラス。クラス名は「競争女子」の略。発起人は関谷正徳。
2025年からはKCMG製フォーミュラKC-MG01を使用する。
- ロードスターカップ

ロードスターのナンバー付き車両によるクラス。NA6CEから最新のND5RCまで歴代全てのモデルが出走可能。
- デミオレース

DE5FS型デミオのナンバー付き車両によるワンメイククラス。
- FCR-Vitz

2021年から新設、NCP131型ヴィッツのナンバー付き車両によるワンメイククラス。前年まで開催していたネッツカップヴィッツレースの後継として、ほぼ同じ車両規定を有する。

### かつて存在したクラス
- TS1300

排気量1,300cc以下のマイナーツーリング車両によるクラス。主な車両はA110型もしくはA310型サニー。
A310型のホモロゲーション切れにより1988年度をもって廃止された。後継クラスはNA1600。
- N2000

排気量2,000cc以下の車両によるクラス。
ネッツカップアルテッツァレースの後継として2005年に発足するも、エントラントが集まらず開催実績の無いまま翌年廃止された。
- ユーノスロードスターN2

NA8C型ユーノスロードスターのN2車両によるクラス。1995年に発足するも、エントラントが1台しか集まらず翌年廃止された。
- マーチN2

K11型マーチのN2車両によるクラス。2003年の富士スピードウェイ改修と同時に廃止された。
- カローラアクシオGT

NZE141型カローラアクシオGTのN2車両によるクラス。車両はレースカーの状態で新車で発売されていた。エントラントが集まらず、2013年をもって廃止された。
- デミオ

DW3W型デミオによるワンメイククラス。2017年度からN1400に統合された。
- FJ1600

ジュニア・フォーミュラのクラス。他のサーキット同様にスーパーFJへの移行が進み、2014年度をもって廃止された。
- N1600

AE92・AE101型レビン・トレノ、もしくはEG6・EK9型シビックによるクラス。2015年度をもって廃止された。
- FCR-F

F4に属するクラス。2018年度をもって廃止された。
その他、RX-7、マーチターボ、フェスティバ等、年代によって様々な車両によるワンメイクレースが開催されていた。

## 出身ドライバー
- 土屋圭市

1977年よりTS1300クラスで参戦。1984年にはAE86クラスで全勝し、シリーズチャンピオンを獲得。
- 織戸学

1991年よりNA1600クラスで参戦。翌年にはシリーズチャンピオンを獲得。
- 竹内浩典

1988年よりAE86クラスで参戦。翌年にはシリーズチャンピオンを獲得。
- 山路慎一

1990年にRX-7クラスで参戦。シリーズチャンピオンを獲得。
- 木下みつひろ

1987年より参戦。1990年にはNA1600クラスでシリーズチャンピオンを獲得。
- 野上敏彦

1983年よりNP-1600クラスで参戦。デビュー戦で優勝。
- 飯田章

1989年にモータージャーナリストだった姉の代役としてAE86クラスで参戦。デビュー戦で3位を獲得。
- 新田守男
- 近藤真彦

1984年よりP-1600クラスで参戦。
- 木下隆之
- 影山正彦
- 影山正美
- 三原じゅん子